# Lampides avrus
Lampides avrus är en fjärilsart som beskrevs av Hans Fruhstorfer 1921. Lampides avrus ingår i släktet Lampides och familjen juvelvingar. Inga underarter finns listade i Catalogue of Life.